# Amie Ragg
Amie Ragg, né vers 1879 et mort à Suva le 5 septembre 1957, est un homme politique fidjien.

## Biographie
Né aux Fidji, il travaille en mer comme ingénieur marin, puis sur terre ferme comme ingénieur mécanicien. Il entre ensuite dans le service public, au département des Travaux publics de l'administration coloniale. Afin d'y faire carrière, il étudie et obtient un diplôme à l'Institut d'Ingénieurs civils. Il devient à terme directeur du département. En 1939 il est décoré de l'ordre du Service impérial.
Candidat malheureux aux élections législatives fidjiennes de 1940, il remporte un siège au Conseil législatif à celles de 1944, y rejoignant ainsi son frère cadet Hugh Ragg. Il argue de manière répétée que les autorités coloniales doivent agir face à la croissance démographique des Indo-Fidjiens, les descendants de travailleurs ruraux indiens amenés aux Fidji par le gouvernement colonial à la fin du XIXe siècle et au début du XXe siècle. Reconnaissant que les Indo-Fidjiens sont les victimes des politiques économiques de l'époque, il insiste sur le fait que l'Acte de Cession de 1874 confère aux Britanniques l'obligation de s'assurer que les Fidji demeurent le pays des Fidjiens autochtones. En 1953, il demande au Parlement du Royaume-Uni d'organiser la déportation obligatoire des Indo-Fidjiens vers l'Inde ; il n'est pas soutenu par les autres membres du Conseil législatif, et sa proposition n'aboutit à rien. 
Il meurt à son domicile à Suva en 1957, à l'âge de 78 ans.